# Legong (film, 1935)
Pour les articles homonymes, voir Legong.

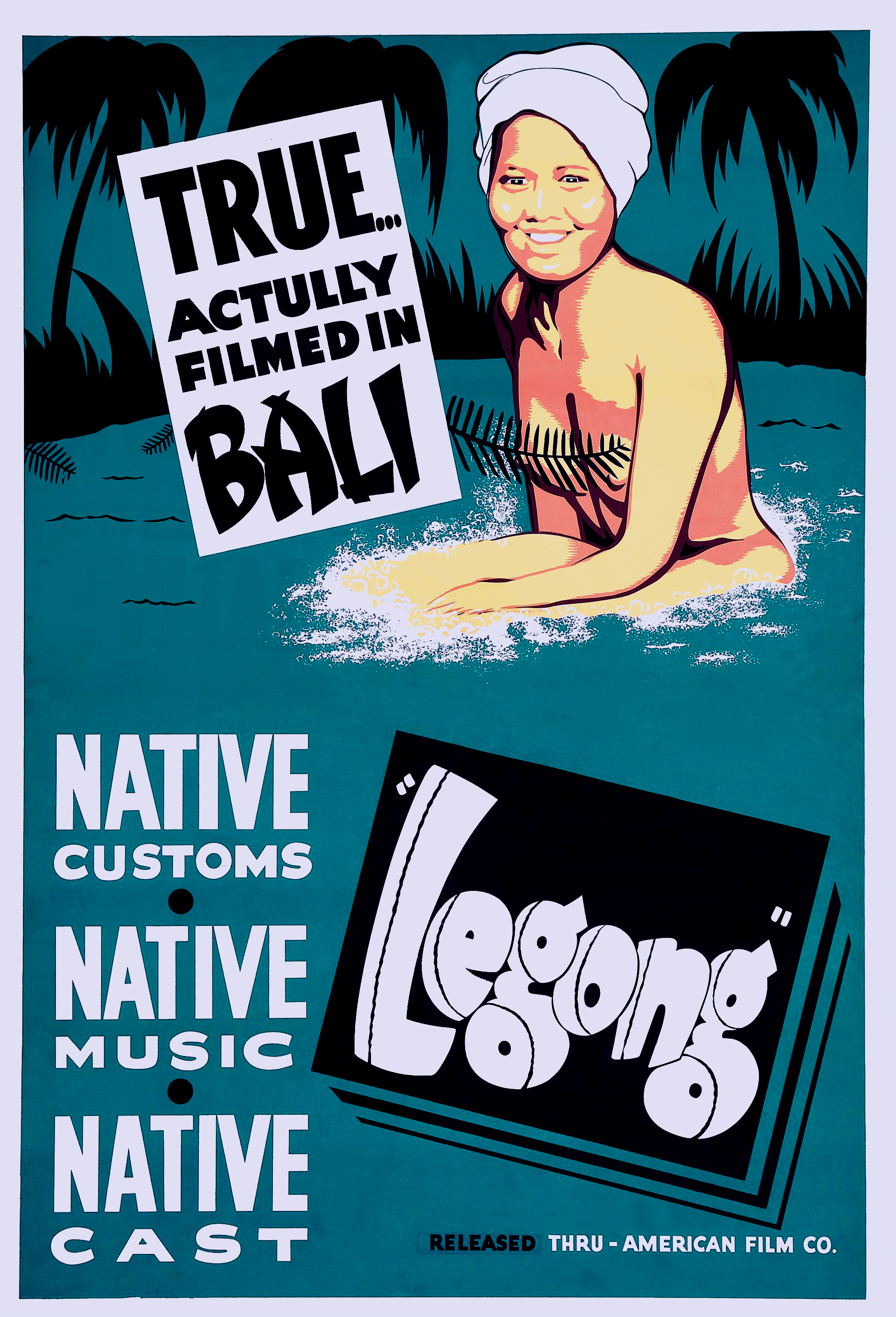
Affiche du film

Legong est un film américain réalisé par Henry de La Falaise et sorti en 1935. C'est un des derniers films tourné en Technicolor à deux couleurs, et un des derniers films muets d'Hollywood. Il a été tourné avec des habitants d'une île de Bali.

## Fiche technique
- Titre alternatif : Legong: Dance of the Virgins
- Réalisation : Henry de La Falaise
- Scénario : Hampton del Ruth
- Production : Bennett Pictures Inc.
- Distribution : Paramount International
- Photographie : W. Howard Greene
- Montage : Edward Schroeder
- Type : Technicolor deux couleurs
- Durée : 65 minutes
- Date de sortie : 1er octobre 1935

## Distribution
- Poetoe Aloes Goesti : Poutou
- Bagus Mara Goesti 	: son père
- Saplak Njoman 	: sa demi-sœur
- Njong Njong Njoman : le garçon